# المكتب المغربي للملكية الصناعية والتجارية
المكتب المغربي للملكية الصناعية و التجارية (OMPIC) هو الهيئة المكلفة في المغرب بحماية الملكية الصناعية ( العلامات التجارية، براءات الاختراع، الرسوم والنماذج الصناعية ) وبمسك السجل التجاري المركزي بالمغرب، تشتغل تحت وصاية وزارة الصناعة والتجارة والاستثمار والاقتصاد الرقمي.

## الشراكة على المستوى الدولي
يقيم المكتب علاقات تعاون جديدة مع مكاتب الملكية الفكريية للبلدان المتقدمة والناشئة للاستفادة من الخبرة و تبادل التجارب و المعلومات الاستراتيجية.

### التعاون مع المنظمات الدولية و الإقليمية
المنظمة العالمية للملكية الفكرية
المكتب الأوروبي لبراءات الاختراع
المكتب الأوروبي للعلامات والرسوم والنمادج الصناعية
المنظمة الإفريقية للملكية الفكرية

### التعاون الثنائي
المعهد الوطني للملكية الصناعية (فرنسا )
المكتب الإسباني للبراءات و العلامات
المعهد الوطني للملكية الصناعية (البرتغال )
المكتب السعودي لبراءات الاختراع  
المعهد الوطني للمواصفات والملكية الصناعية ( تونس )

### التعاون المتعدد الأطراف
بلدان اتفاقية أغادير